# ArcVision Prize
Der arcVision Prize – Women and Architecture war ein internationaler Architekturpreis für Frauen.

## Geschichte
Der arcVision Prize wurde im Zeitraum von 2013 bis 2016 jährlich von der Italcementi Group vergeben. Der Preis sollte das Schaffen von Frauen in der Architektur fördern und war mit 50.000 Euro dotiert. Mit dem Preis wurden Architektinnen geehrt, deren Entwurfsarbeit eine Qualität für Kernthemen des Bauens, wie Nachhaltigkeit und Soziales, aufweist.

## Preisträgerinnen
2013
- Gewinnerin: Carla Juaçaba[1]
- Jury: Shaikha Al Maskari, Vera Baboun, Odile Decq, Victoire de Margerie, Yvonne Farrell, Samia Yaba Christina Nkrumah, Kazuyo Sejima, Benedetta Tagliabue, Martha Thorne

2014
- Gewinnerin: Inês Lobo[2]
- Anerkennungen: Anna Heringer, Shimul Jhaveri Kadri, Cecilia Puga
- Jury: Shaikha Al Maskari, Vera Baboun, Odile Decq, Louisa Hutton, Suhasini Maniratnam, Samia Yaba Christina Nkrumah, Kazuyo Sejima, Benedetta Tagliabue, Martha Thorne, Elena Zambon

2015
- Gewinnerin: Angela Deuber[3][4]
- Sonderpreis: Paula Nascimento
- Jury: Shaikha Al Maskari, Vera Baboun, Odile Decq, Yvonne Farrell, Louisa Hutton, Suhasini Maniratnam, Samia Nkrumah, Benedetta Tagliabue, Martha Thorne

2016
- Gewinnerin: Jennifer Siegal[5]
- Anerkennungen: Pat Hanson, Elisa Valero, Cazú Zegers
- Jury: Shaikha Al Maskari, Vera Baboun, Odile Decq, Yvonne Farrell, Daniela Hamaui, Louisa Hutton, Suhasini Maniratnam, Samia Nkrumah, Benedetta Tagliabue, Martha Thorne